# Yang Yuting
Yang Yuting (楊宇霆), (1886–1929), est un général de la clique du Fengtian qui fut gouverneur militaire du Jiangsu d'août à novembre 1925. Il est exécuté par Zhang Xueliang lors du conflit pour le pouvoir politique à la suite de l'incident de Huanggutun provoqué par les Japonais.

## Biographie
Né à Shenyang, Yang est envoyé au Japon en 1904 pour étudier à la Tokyo Shinbu Gakkō, une école militaire préparatoire, par le gouvernement Qing. Il continue sa formation à l'académie de l'armée impériale japonaise avec l'artillerie comme spécialité. Il retourne en Chine après la révolution chinoise de 1911, et sert dans divers postes militaires du gouvernement de Beiyang et est chef d'État-major de Zhang Zuolin durant la première guerre Zhili-Fengtian de 1924 et la seconde guerre Zhili-Fengtian de 1925. Il est gouverneur de la province du Jiangsu d'août à novembre 1925. Durant la révolte de Guo Songling contre Zhang Zuolin, il est forcé de battre retraite vers Dalian et demande l'assistance de l'armée japonaise du Guandong.
En 1928, après l'assassinat de Zhang Zuolin lors de l'incident de Huanggutun, Yang commence à entrer progressivement en conflit avec le fils de celui-ci, Zhang Xueliang. Il s'oppose particulièrement sur le réunification chinoise de 1928 qui unifie la Mandchourie avec le gouvernement du Kuomintang, et est arrêté en juillet 1929 et fusillé par un peloton d'exécution.

## Source
- Rulers: Chinese Administrative divisions, Jiangsu